# Peter Horn
Peter Horn (ur. 15 października 1915, zm. 1 listopada 1983) – duński wojskowy (porucznik), ochotnik Luftwaffe podczas II wojny światowej.
W poł. lat 30. wstąpił do duńskiego lotnictwa wojskowego. W 1937 r. ukończył przeszkolenie lotnicze. 9 października 1938 r. awansował do stopnia podporucznika, zaś w 1940 r. – porucznika rezerwy. Według części źródeł brał udział jako ochotnik w wojnie zimowej pomiędzy Finlandią i ZSRR. 8 lipca 1941 r. wstąpił ochotniczo do niemieckiej Luftwaffe, po uzyskaniu zgody Ministerstwa Wojny. Prawdopodobnie początkowo nie został zaakceptowany przez Niemców, ale nastąpiło to w późniejszym okresie. Po przeszkoleniu lotniczym został przydzielony do jednostki lotniczej 1./JG51, działającej na froncie wschodnim. Służył w niej do 1943 r. Podczas walk uzyskał 10 lub 11 zwycięstw powietrznych. Był to najlepszy wynik spośród wszystkich duńskich ochotników służących w Luftwaffe. Został odznaczony Żelaznymi Krzyżami 2 i 1 klasy. Wiadomo, że przeżył wojnę, ale jego dalsze losy są nieznane.